# Jan Lakosta
Jan Lakosta fue un bufón de origen judío en la corte de Pedro el Grande.
Nacido en una familia de marranos expulsados de Portugal, Pedro el Grande lo encontró en 1713 en Hamburgo.
En 1723, es decir, durante la proclamación de Rusia como imperio, y Pedro como emperador el 22 de octubre de 1721, la broma estaba en su lugar.
Recibió el título honorífico de "Rey judío del samoyedo" y un lugar para un palacio real en una isla deshabitada en Karelia. Su reino cubría el noreste de Rusia actual y era mucho más grande en territorio que España, Portugal y Francia juntos. Todo el pueblo ruso lo disfrutó mucho hasta 1740 cuando murió.